# Episodi di Mayor of Kingstown (terza stagione)
La terza stagione della serie televisiva Mayor of Kingstown, composta da 10 episodi, è stata distribuita in prima visione assoluta negli Stati Uniti d'America sulla piattaforma streaming Paramount+ dal 2 giugno al 4 agosto 2024.
In Italia la stagione è stata distribuita sulla stessa piattaforma dal 3 giugno al 5 agosto 2024.
| nº | Titolo originale                | Titolo italiano      | Pubblicazione USA | Pubblicazione Italia |
| -- | ------------------------------- | -------------------- | ----------------- | -------------------- |
| 1  | Soldier's Heart                 | Cuore di soldato     | 2 giugno 2024     | 3 giugno 2024        |
| 2  | Guts                            | Viscere              | 9 giugno 2024     | 10 giugno 2024       |
| 3  | Barbarians at the Gate          | Barbari alle porte   | 16 giugno 2024    | 17 giugno 2024       |
| 4  | Rag Doll                        | Bambola di pezza     | 23 giugno 2024    | 24 giugno 2024       |
| 5  | Iris                            | Iris                 | 30 giugno 2024    | 1º luglio 2024       |
| 6  | Ecotone                         | Ecotono              | 7 luglio 2024     | 8 luglio 2024        |
| 7  | Marya was Here                  | Marya era qui        | 14 luglio 2024    | 15 luglio 2024       |
| 8  | Captain of the Sh*t out of Luck | Capitano di sventura | 21 luglio 2024    | 22 luglio 2024       |
| 9  | Home on the Range               | Casa sulla montagna  | 28 luglio 2024    | 29 luglio 2024       |
| 10 | Comeuppance                     | Giusto castigo       | 4 agosto 2024     | 5 agosto 2024        |

## Cuore di soldato
- Titolo originale: Soldier's Heart
- Diretto da: Christoph Schrewe
- Scritto da: Dave Erickson

## Viscere
- Titolo originale: Guts
- Diretto da: Christoph Schrewe
- Scritto da: Regina Corrado

## Barbari alle porte
- Titolo originale: Barbarians at the Gate
- Diretto da: Nina Lopez-Corrado
- Scritto da: Wendy Riss Gatsiounis

## Bambola di pezza
- Titolo originale: Rag Doll
- Diretto da: Nina Lopez-Corrado
- Scritto da: Aalia Brown

## Iris
- Titolo originale: Iris
- Diretto da: Paul Cameron
- Scritto da: Christian Donovan

## Ecotono
- Titolo originale: Ecotone
- Diretto da: Paul Cameron
- Scritto da: James Arcega Tinsley

## Marya era qui
- Titolo originale: Marya was Here
- Diretto da: Guy Ferland
- Scritto da: Wendy Riss Gatsiounis e Molly Forman

## Capitano di sventura
- Titolo originale: Captain of the Sh*t out of Luck
- Diretto da: Guy Ferland
- Scritto da: Hugh Dillon

## Casa sulla montagna
- Titolo originale: Home on the Range
- Diretto da: Christoph Schrewe
- Scritto da: Regina Corrado e Jeremiah Wessling

## Giusto castigo
- Titolo originale: Comeuppance
- Diretto da: Christoph Schrewe
- Scritto da: Dave Erickson